# Wolfgang Müller (actor)
Wolfgang Müller (14 de diciembre de 1922 - 26 de abril de 1960) fue un actor y artista de cabaret de nacionalidad alemana.

## Biografía
Nacido en Berlín, Alemania, Wolfgang Müller comenzó su carrera teatral en 1945 actuando en el Salzburger Landestheater, yendo después a Viena, donde ya trabajó como artista de cabaret. En 1947 llegó a Berlín, donde fue dos años miembro del elenco del Kabarett der Komiker, actuando igualmente en los cabarets Mausefalle y Rauchfang, así como en el de su propiedad, Greifi.
En 1949 conoció a Wolfgang Neuss, formando ambos el dúo Die zwei Wolfgangs, convirtiéndose en unos de los artistas de cabaret de mayor fama de la Alemania de los años 1950. En sus números caricaturizaron especialmente a la política del CDU de Konrad Adenauer.
Actuaron juntos como comediantes, cantando en diferentes películas temas como Schlag nach bei Shakespeare o Ach, das könnte schön sein …, actuando en varios filmes, entre ellos Das Wirtshaus im Spessart, Wir Wunderkinder y Rosen für den Staatsanwalt. 
En 1960 Wolfgang Müller falleció durante un vuelo como alumno en prácticas en Lostallo, Suiza, siendo enterrado en el Cementerio Waldfriedhof Zehlendorf de Berlín. En 1989 fue enterrado junto a él su compañero artístico, Wolfgang Neuss.

## Filmografía
- 1953 : Die Kaiserin von China
- 1954 : Raub der Sabinerinnen
- 1954 : Clivia
- 1954 : Auf der Reeperbahn nachts um halb eins
- 1954 : Das Phantom des großen Zeltes
- 1955 : Der Hauptmann und sein Held
- 1955 : Banditen der Autobahn
- 1956 : Beichtgeheimnis
- 1956 : Der Hauptmann von Köpenick
- 1956 : Das Sonntagskind
- 1956 : Die Stimme der Sehnsucht
- 1956 : Zu Befehl, Frau Feldwebel
- 1956 : Ein Mann muß nicht immer schön sein
- 1957 : Drei Mann auf einem Pferd (TV)
- 1957 : Einmal eine große Dame sein
- 1957 : Der müde Theodor
- 1958 : Schwarzwälder Kirsch
- 1958 : Ein weißer Elefant (TV)
- 1958 : Das Wirtshaus im Spessart
- 1958 : Kennen Sie die Milchstraße? (TV)
- 1958 : Der Stern von Santa Clara
- 1958 : Der Maulkorb
- 1958 : Wir Wunderkinder
- 1959 : Hier bin ich – hier bleib ich
- 1959 : Nick Knattertons Abenteuer
- 1959 : Rosen für den Staatsanwalt
- 1959 : Der lustige Krieg des Hauptmann Pedro
- 1960 : Als geheilt entlassen
- 1960 : Nichts Neues bei Herrn Müller